# فيليبي دي خيسوس إستيفيه
فيليبي دي خيسوس إستيفيه (بالإنجليزية: Felipe de Jesús Estévez)‏ هو كاهن كاثوليكي كوبي وأمريكي، ولد في 5 فبراير 1946 في ماتانزاس في كوبا.